# Nazar battu

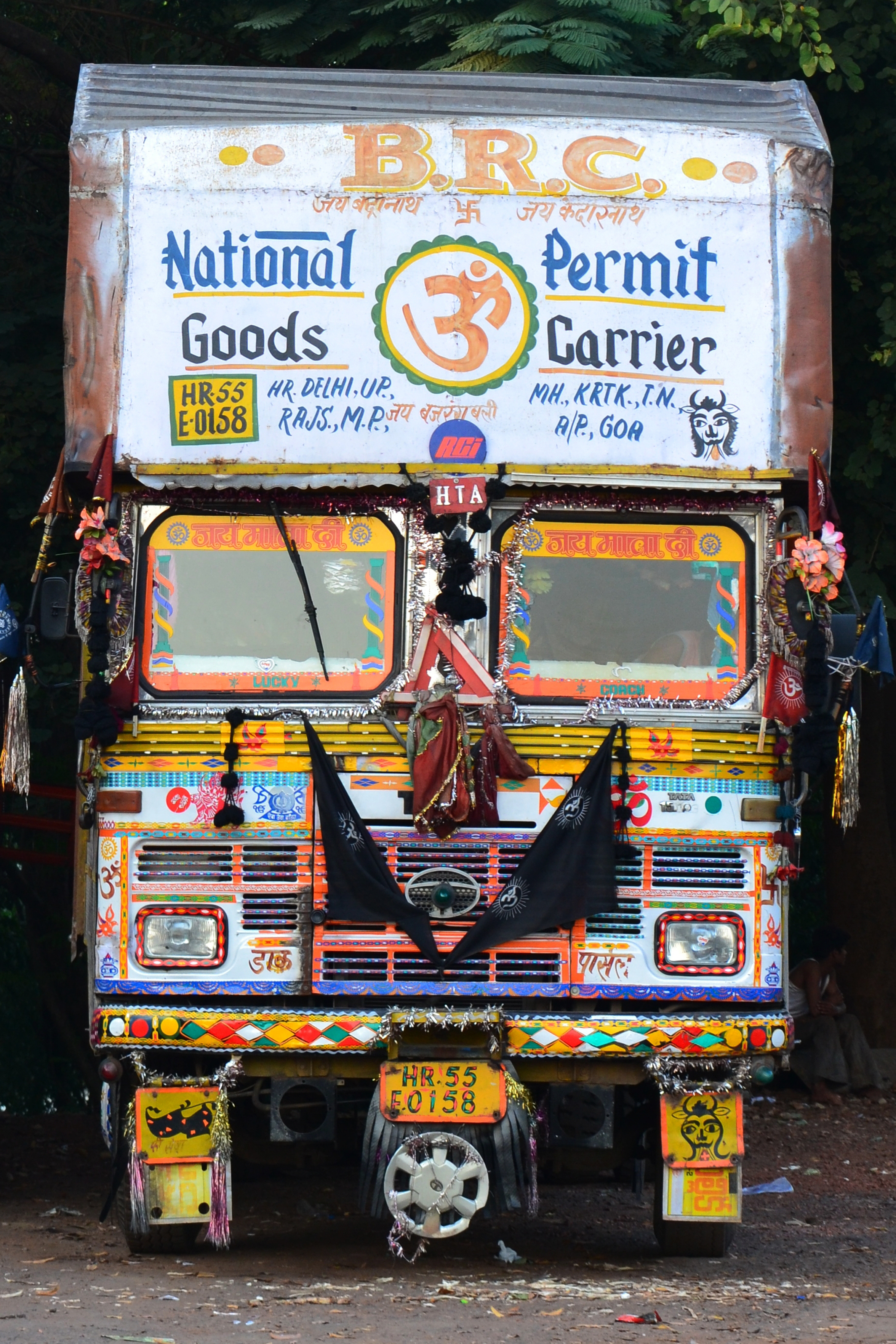
Un camión decorado en la India, que muestra un jutti negro y motivos de nazar battu.

Un nazar battu (en indostaní: नज़र बट्टू o نظر بٹو) es un icono, pulsera de amuleto, tatuaje u otro objeto o patrón utilizado en India del Norte y Pakistán para alejar el mal de ojo (o nazar). En el folclore persa y afgano, se llama cheshm nazar (persa: چشم نظر) o nazar qurbāni (persa: نظرقربانی). En la India y Pakistán, el lema hindi-urdú de origen persa Chashm-e-Baddoor (persa: چشم بد دور) se utiliza para alejar el mal de ojo.

## Formas
Un nazar battu suele ser una mancha o defecto intencionado que se introduce para evitar la perfección. Por ejemplo, una marca negra (kaala teeka en hindi-urdú, tor khaal en pastún) puede hacerse en la cara o el cuello de un ser querido. En las casas, se puede incluir un defecto deliberado en el aspecto físico, por lo demás perfecto, de la casa. En artículos caros, como alfombras o saris, a veces se crea un defecto deliberado de coloración o costura. Los amuletos - algunos parecidos al Turco nazar boncuğu y otros que son hilos, a veces con un taveez adjunto (un pequeño cilindro que contiene un verso de oración) - son comunes en la región. Algunos amuletos nazar battu son específicos de la región, por ejemplo los clavos de leopardo montados en plata que se utilizan en el distrito de Chamba del estado de Himachal Pradesh.
Aunque no se trata de un nazar battu específico, es costumbre en la región que las madres escupan ligeramente a sus hijos (normalmente de forma ritual a un lado de los niños y no directamente a ellos) para dar a entender una sensación de desprecio e imperfección que les proteja del nazar. Los niños también están marcados con una mancha negra en la mejilla. Se cree que la admiración excesiva, incluso de personas bienintencionadas, atrae el mal de ojo, por lo que se cree que esto protege a los niños del nazar que podría causarles el amor "excesivo" de sus propias madres.

## Uso satírico en la cultura popular
En el norte de la India y en Pakistán, el término nazar battu puede utilizarse idiomáticamente en un sentido satírico para aludir a personas u objetos indeseables pero que deben ser tolerados. Por ejemplo, cuando parecía que el exgobernante militar Pervez Musharraf insistiría en ser acomodado institucionalmente mientras Pakistán hacía la transición a la democracia con las elecciones generales de 2008, algunos comentaristas de la prensa aludieron a él como el nazar battu de la democracia pakistaní.

## Galería

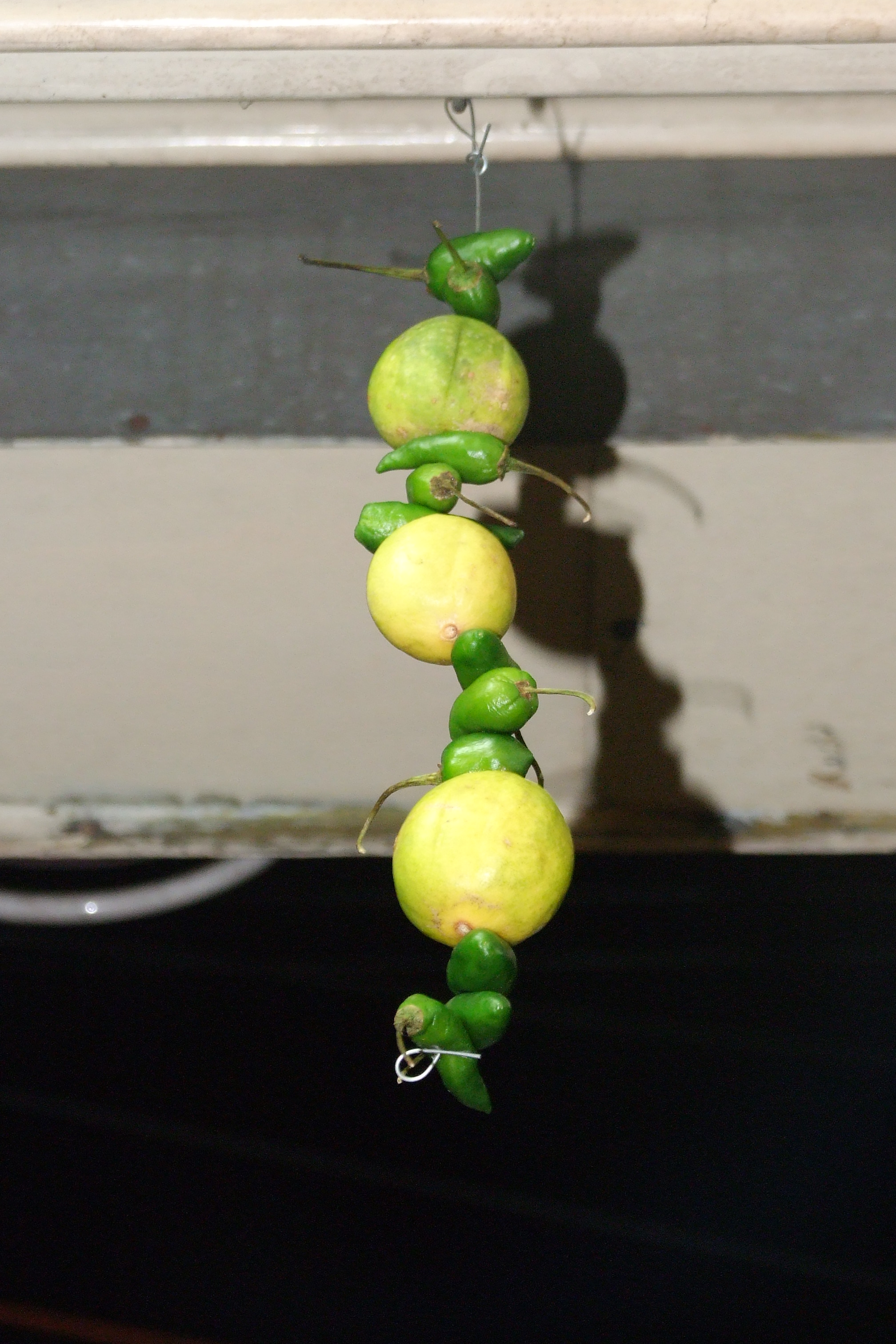
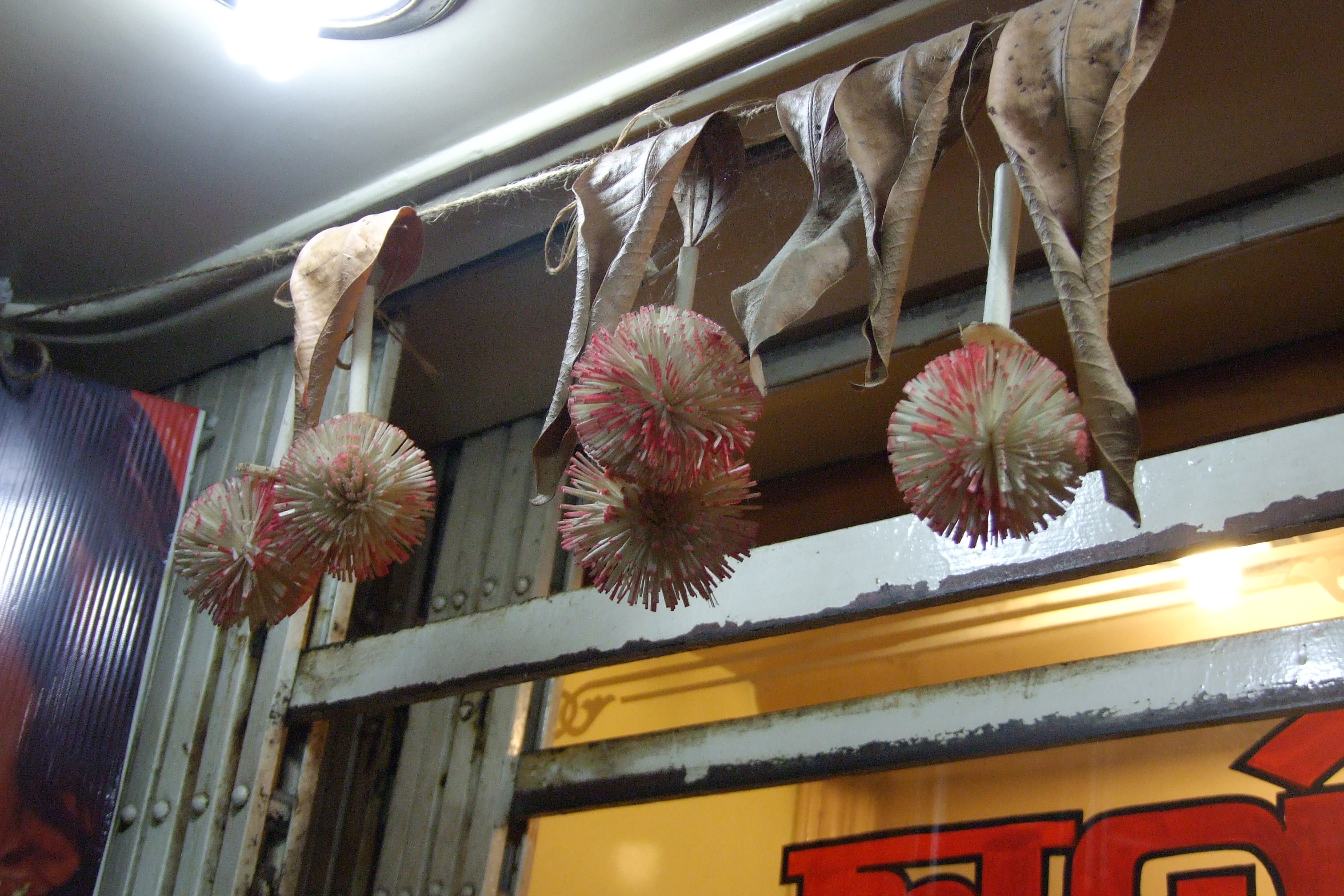
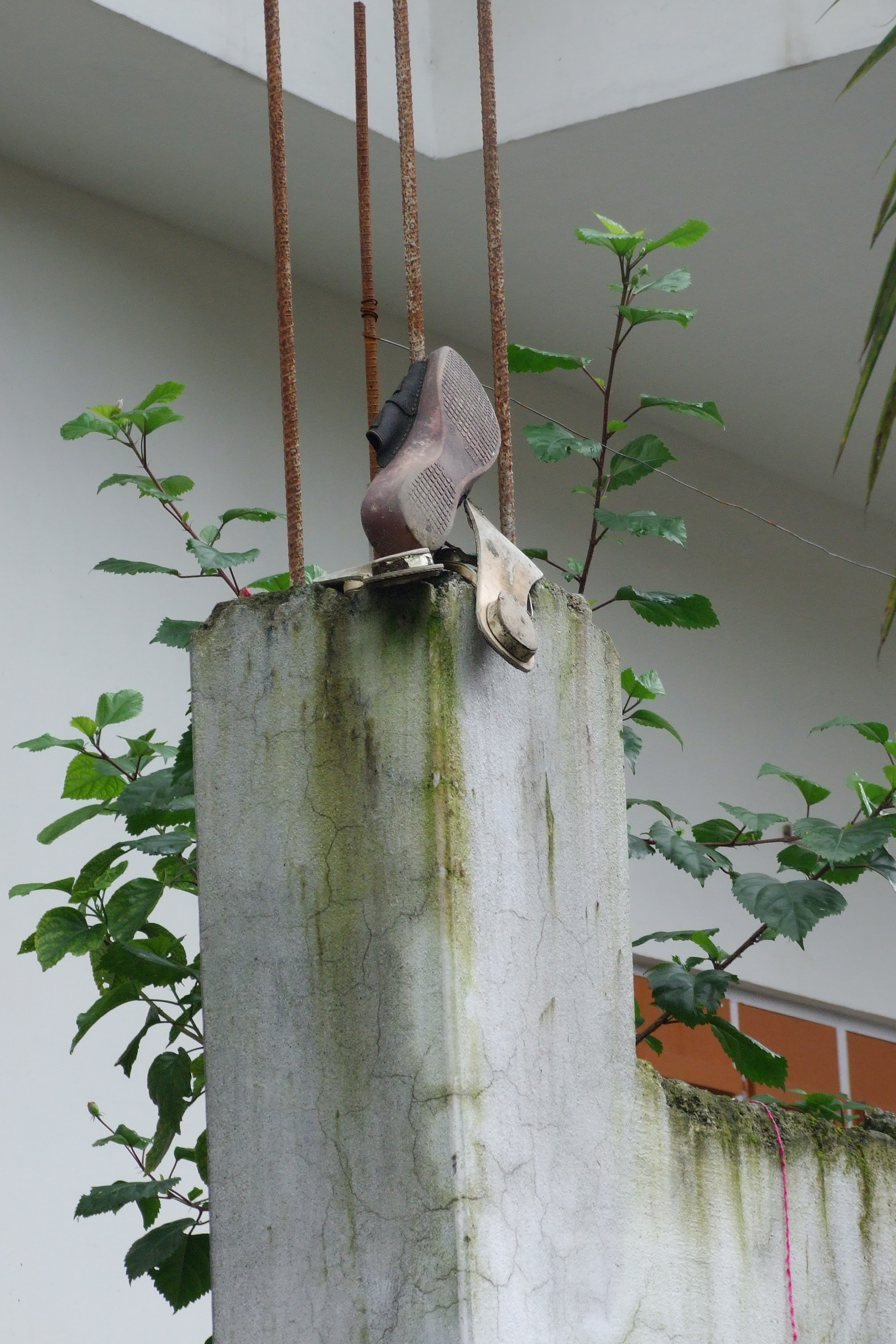
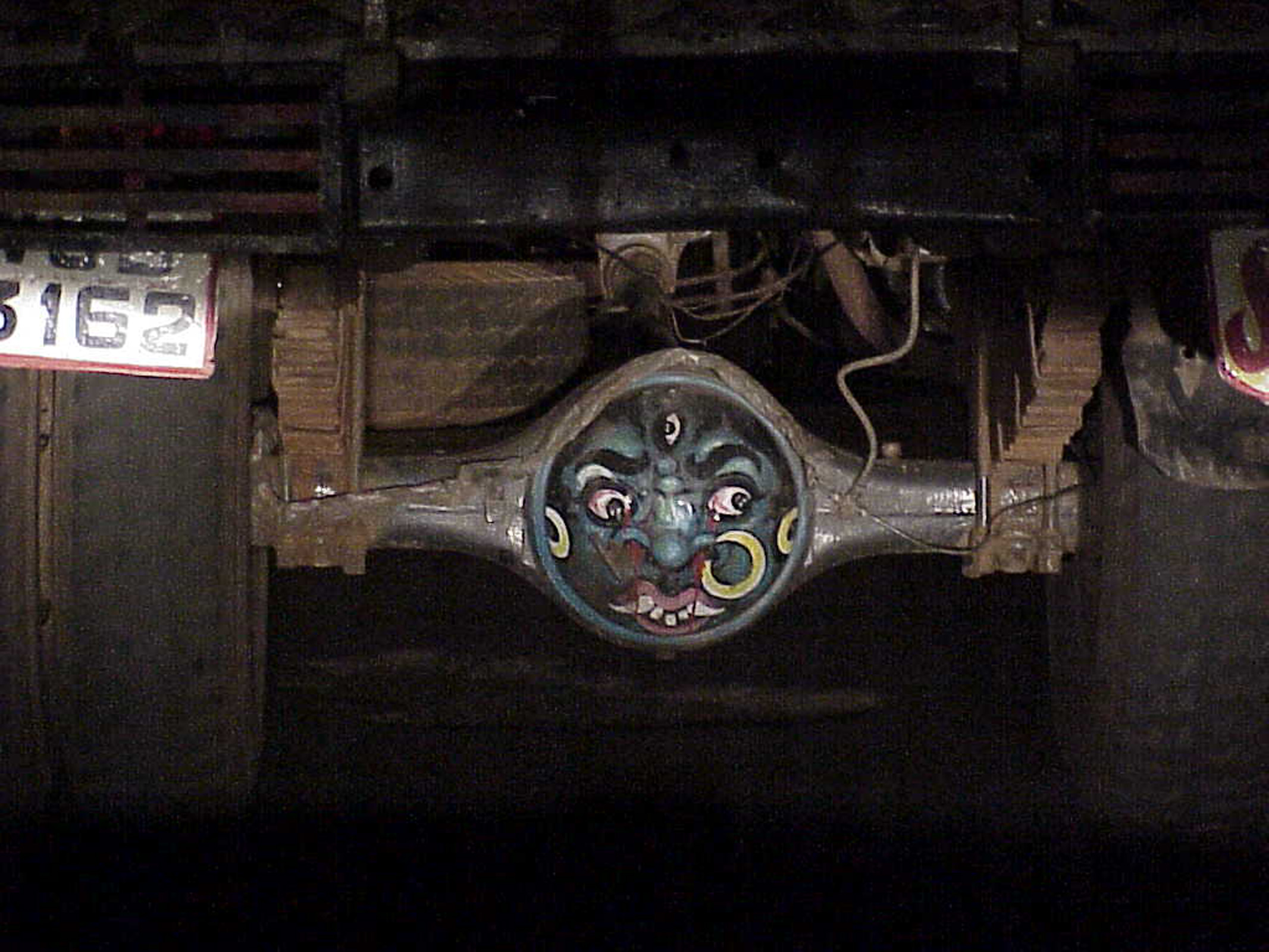